# Gmina Støvring
Gmina Støvring (duń. Støvring Kommune) – gmina w Danii w okręgu północnej Jutlandii (Nordjyllands Amt). Siedzibą władz gminy jest Støvring. Gmina Støvring została utworzona 1 kwietnia 1970 na mocy reformy podziału administracyjnego Danii. Kolejna reforma planowana jest na rok 2007.

## Dane liczbowe
- Liczba ludności: (♀ 6639 + ♂ 6418) = 13 057
  - wiek 0–6: 9,6%
  - wiek 7–16: 14,9%
  - wiek 17–66: 63,8%
  - wiek 67+: 11,6%
- zagęszczenie ludności: 59,6 osób/km²
- bezrobocie: 5,6% osób w wieku 17–66 lat
- cudzoziemcy z UE, Skandynawii i USA: 87 na 10.000 osób
- cudzoziemcy z krajów Trzeciego Świata: 146 na 10.000 osób
- liczba szkół podstawowych: 7 (liczba klas: 103)